# Hôtel Barbette
Het Hôtel Barbette bevond zich in de Parijse wijk Le Marais voorbij de omwalling van Filips II Augustus op de rechteroever van de Seine aan de poterne Barbette (de financier). Étienne Barbette, provoost van de handelaren van Parijs, liet daar een buitenverblijf bouwen.
Eind de veertiende eeuw liet Jean de Montagu, schatbewaarder van koning Karel VI van Frankrijk, het gebouw ombouwen tot een koninklijk verblijf. In 1401 nam koningin Isabella hier haar intrede. Op 23 november 1407 na een bezoek aan de koningin werd Lodewijk I van Orléans, broer van de koning, bij het verlaten van Hôtel Barbette in opdracht van zijn neef Jan zonder Vrees, hertog van Bourgondië vermoord. Nadien werd het gebouw verkocht.
Midden de zestiende eeuw werd het eigendom van Diana van Poitiers, de maîtresse van koning Hendrik II van Frankrijk. Na de dood van Hendrik II in 1559 werd het gebouw verkocht en nadien afgebroken voor de heraanleg van de wijk.
Op de hoek van de Rue Vieille du Temple en de Rue des Francs-Bourgeois staat nog een huis, Hôtel Hérouet, met een overhangend torentje in gotische stijl, een laatste overblijfsel van het Hôtel Barbette.